# Lasse Sætre
Lasse Sætre (10 marzo 1974) è un ex pattinatore di velocità su ghiaccio norvegese.

## Palmarès

### Olimpiadi
- Bronzo a Salt Lake City 2002 nei 10000 metri.